# Combate en el Limarí
El combate en el Limarí sucedió en agosto de 1544 en el valle del Limarí, Corregimiento de Coquimbo, como parte de la Guerra de Arauco, que enfrentaba a españoles y mapuches.

## Antecedentes
Con ideas expancionistas, Pero Gómez y una columna de españoles y yanaconas iba hacia el valle del Aconcagua, pero el cacique Michimalonco lo obligó a retroceder y tuvo que volver hacia Santiago por carecer de fuerzas suficientes.
Viendo esto, Pedro de Valdivia se dirigió personalmente con intenciones de derrotar al cacique que le había traído muchos problemas. Michimalonco, al ver esta nueva columna, sintió que no podía derrotarla con las fuerzas que tenía, y, por eso, se retiró hacia el norte a buscar mejores posiciones.

## El combate
Al llegar al valle del Limarí, Michimalonco se hizo fuerte en una garganta muy estrecha que fortificó hábilmente. Cuando llegaron los españoles, empezó la batalla.
La batalla fue dura y hubo numerosos heridos en ambos bandos. Al final, la victoria se fue dando para los españoles, y los mapuches tuvieron que retroceder.

## Consecuencias
A pesar de las últimas victorias españolas, estas eran pasajeras. Apenas se iban los españoles, los indígenas se hacían fuertes en el mismo lugar nuevamente, y cada vez tenían más odio hacia los europeos.
La victoria castellana obligó a Michimalongo a retirarse más al norte, lo que hizo que el tráfico de Santiago al Perú se hiciese muy peligroso.
Para evitar el peligro y tener un punto de apoyo seguro, Valdivia ordenó a Juan Bohón dirigirse al norte con 30 hombres y
fundar una ciudad que permitiese controlar la zona intermedia entre Santiago y Copiapó, abriendo y manteniendo abierta la vía terrestre al Perú.
Así, a finales de 1544, fundó Villanueva de La Serena, en honor a la ciudad natal de Valdivia.